# 石璞
石 璞（せき はく、? - 352年）は、五胡十六国時代後趙及び冉魏の人物。石樸とも記載される。字は玄真。勃海郡南皮県の出身。西晋の大司馬石苞の曾孫。

## 生涯
その人となりは慎み深く、真面目で温厚であったという。だが、特に秀でた才能や技能を有しているわけではなかった。
311年5月、漢（前趙）軍の襲来により洛陽が陥落すると、石璞は漢の平東大将軍石勒に捕らえられた。石璞は石勒と同姓であり、また両者とも河北出身であったので、石勒からは宗室として扱われ、特別な恩遇を受けた。石勒が皇帝に即位して以降もその寵遇は続いた。
334年11月、石虎が後を継ぐと、侍中に昇進した。
当時、石虎は河北の地を領有し、その士馬は強盛であった。340年10月、前涼君主張駿はこれを憚り、別駕従事馬詵を派遣して、後趙へ入貢させた。だが、その上表文が傲慢であったので、石虎は激怒して馬詵を斬ろうとした。石璞はこれを諌めて「今、国家が先に除くべきなのは遺晋（東晋）です。河右（河西）のような小さい地は取るに足りず、気にかけるほどもありません。今、馬詵を斬ったならば、必ず張駿を征討することとなり、南方討伐の為の兵を二分することになります。そうなれば、建康の君臣は数年の間命を延命させる事になります。それに、これに勝っても成果は乏しく、勝たなければ四夷の笑いものとなります。これを厚遇したほうがよいと存じます。もし彼らが考えを改め、臣下を率いて謝罪すれば、我らはこれ以上何を求めましょうか！迷って黙すようであれば、それからこれを討てばよいのです」と述べると、石虎はこれを思いとどまった。
石虎は頻繁に作役を行ったので、百姓は悩み苦しんでいた。347年8月、近郡の男女16万人、車10万乗を徴発し、華林苑の造営の為と北に長壁を築く為、土を運ばせた。石璞は趙攬・申鍾と共に上疏して「今、天文は錯乱し、百姓は疲弊しております。また、苦役を大興するのは明主のやる事ではありません。どうか民を惜しんでくださいますよう」と述べた。その言葉は甚だ切直であったが、石虎は「苑や壁が朝に完成したならば、我は夕に死のうとも恨みはない」と言い放ち、石璞らの要請を容れなかった。
その後、司徒に昇進した。
350年2月、後趙の大将軍冉閔が魏国を興すと、石璞はこれに従い、高位を歴任してやがて司空に昇進した。
11月、冉閔が10万の兵を率いて後趙皇帝石祗の守る襄国へ侵攻すると、石璞はこれに従軍した。
351年3月、冉閔は百日余りに渡って襄国を包囲したが、救援に到来した前燕の禦難将軍悦綰・姚弋仲の子姚襄・後趙の相国石琨らから挟撃を受けて大敗を喫した。これにより冉魏軍は壊滅し、石璞もまた戦乱の中で命を落とした。